# Jacoba van Heemskerck
Jacoba Berendina van Heemskerck van Beest (L'Aia, 1º aprile 1876 – Domburg, 2 agosto 1923) è stata una pittrice, vetraia e grafica olandese.

## Biografia
Cominciò a dipingere da bambina sotto la guida del padre Jacob Eduard van Heemskerck van Beest, ufficiale della Koninklijke Marine e pittore di soggetti marini; successivamente si formò alla Reale accademia d'arte dell'Aia, dove studiò tra il 1897 e il 1901. Trasferitasi a Parigi, studiò sotto Eugène Carrière ed entrò in contatto con l'arte moderna. Dopo il 1906 cominciò a trascorrere le estati e Domburg, dove conobbe Piet Mondrian, Jan Toorop e altri pittori d'avanguardia. Dal 1916 cominciò a lavorare anche con il vetro.
Morì improvvisamente per un attacco di angina nel 1923. Quattordici anni più tardi i nazisti l'etichettarono come artista degenerata e le sue opere furono rimosse dai musei tedeschi.

## Galleria d'immagini

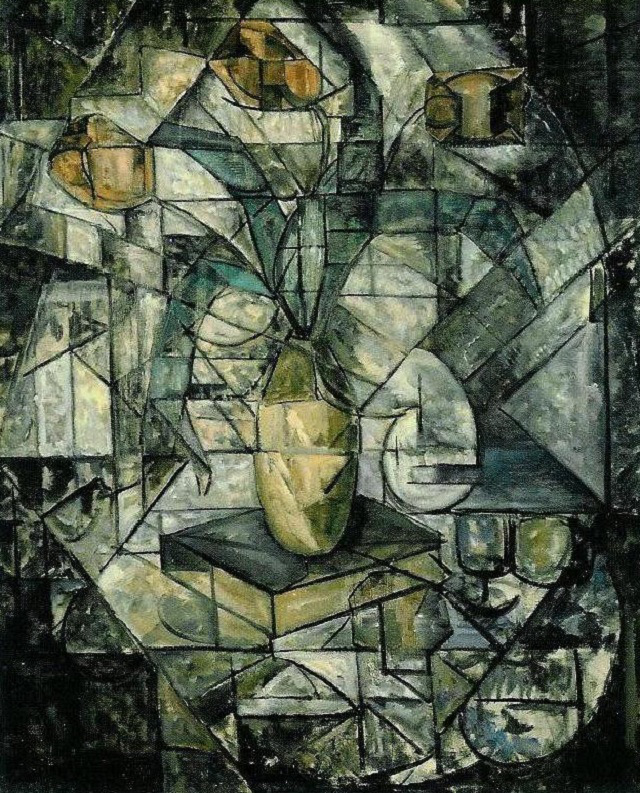
18 Composite Opus 1 (1913)
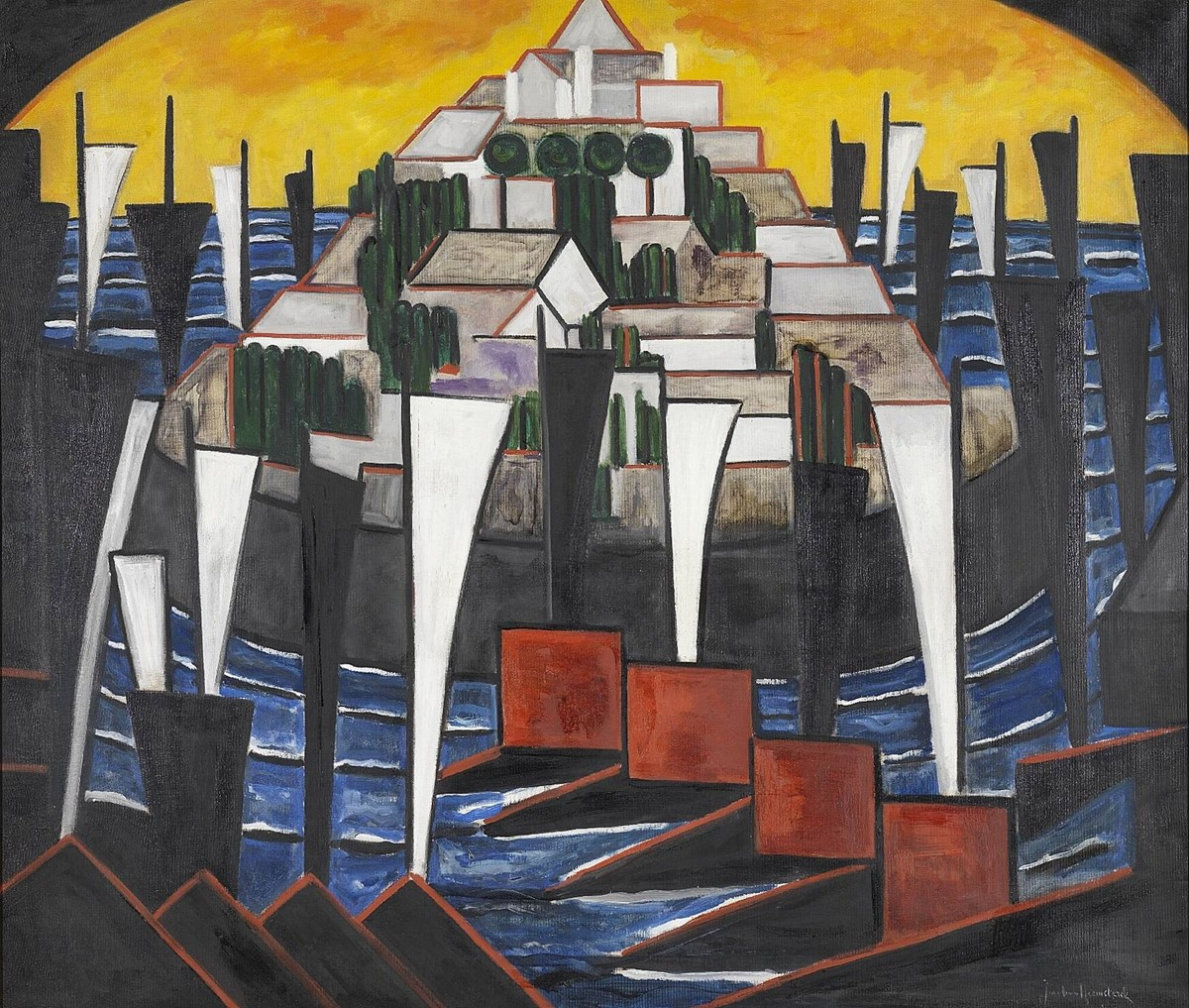
Barche a vela (1914)
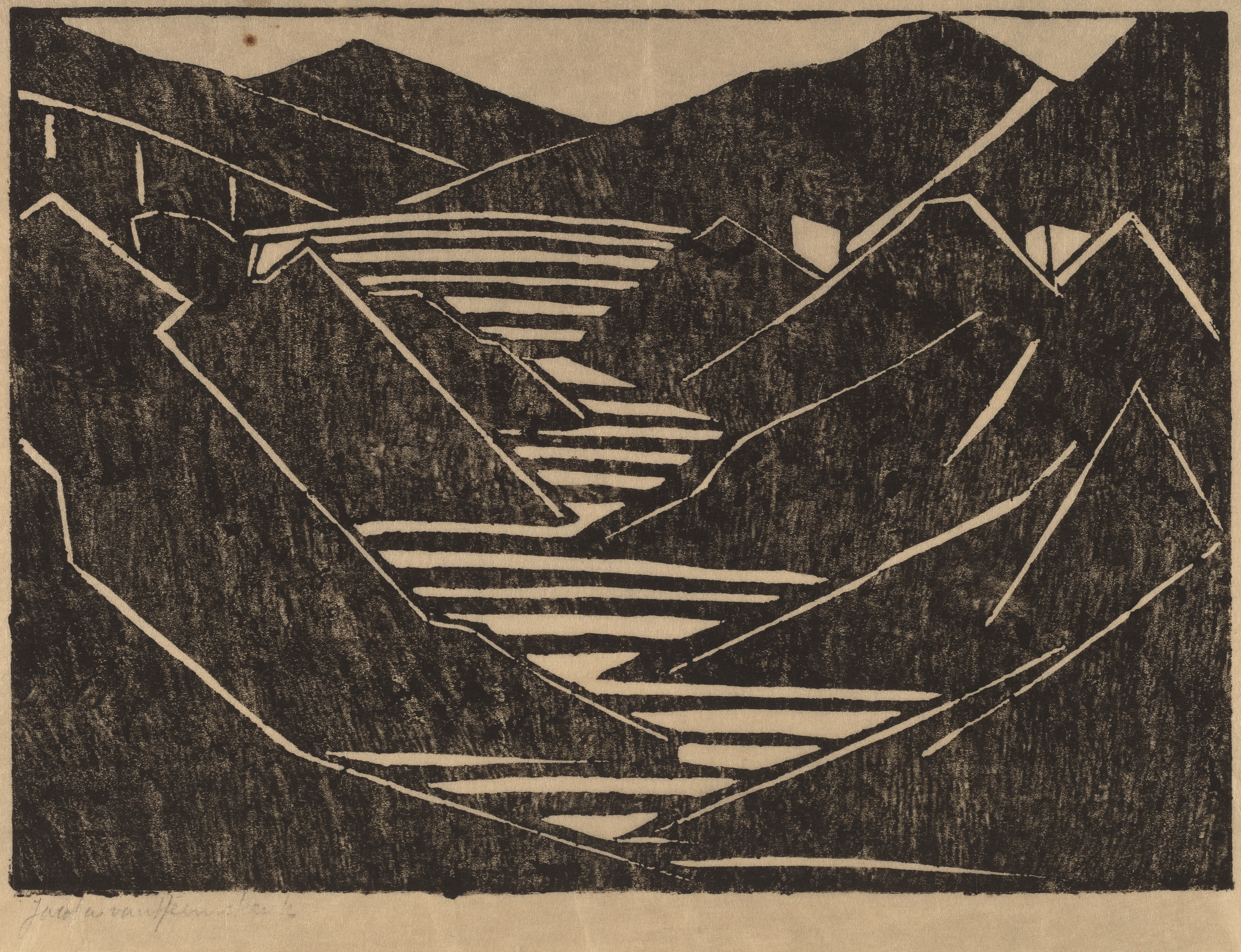
Fiordo (1916)